# متمم (نظریه مجموعه‌ها)
متمم مجموعه
متمم مجموعه (به انگلیسی: Complement of a set) در نظریه مجموعه‌ها به معنای مجموعه‌ای از عناصری است که در یک مجموعه معین حضور ندارند، اما در مجموعه کلی (که به آن مجموعه مرجع یا کل گفته می‌شود) موجودند. متمم مجموعه معمولاً به صورت {\displaystyle A^{\complement }} یا (or A′), نشان داده می‌شود.
متمم مطلق
زمانی که تمام مجموعه‌های مورد نظر به صورت زیرمجموعه‌هایی از مجموعه دلخواهی چون ( U ) در نظر گرفته شوند، متمم مطلق ( A ) برابر است با مجموعه تمام عناصری که درون ( U ) قرار دارند ولی در ( A ) نیستند. این مفهوم به این معناست که اگر ( U ) مجموعه مرجع و ( A ) زیرمجموعه‌ای از آن باشد، متمم ( A ) شامل تمام عناصری است که در ( U ) موجودند اما در ( A ) نیستند. متمم مطلق به این صورت نمایش داده می‌شود: [ A^{c} = U \setminus A ] این رابطه نشان می‌دهد که ( A^{c} ) مجموعه عناصری از ( U ) است که در ( A ) وجود ندارند.
متمم نسبی
متمم نسبی یا تفاضل مجموعه‌ای نیز مفهومی مرتبط با متمم است. اگر ( A ) و ( B ) دو مجموعه باشند، متمم نسبی ( A ) نسبت به ( B ) (یا تفاضل مجموعه ( A ) از ( B )) مجموعه‌ای است که شامل تمام عناصری از ( B ) است که در ( A ) قرار ندارند. این به صورت ( B \setminus A ) نشان داده می‌شود، و به معنای اعضایی از ( B ) است که در ( A ) حضور ندارند.
مثال‌ها
برای درک بهتر این مفاهیم، به مثال‌های زیر توجه کنید:اگر مجموعه مرجع ( U ) مجموعه اعداد حقیقی و مجموعه ( A ) مجموعه اعداد طبیعی باشد، متمم مطلق ( A ) تمام اعداد حقیقی را شامل می‌شود که طبیعی نیستند، مانند اعداد گنگ یا اعداد گویا غیرطبیعی. به زبان ریاضی، متمم مطلق به صورت ( \mathbb{R} \setminus \mathbb{N} ) نوشته می‌شود.فرض کنید در یک محیط مشخص، ( A ) مجموعه‌ای است که با دایره‌ای قرمز رنگ در یک شکل نشان داده شده است. در این صورت، متمم ( A ) مجموعه‌ای از تمامی نقاط خارج از دایره قرمز رنگ (فضای سفید رنگ) خواهد بود. در این مثال، اگر ( B ) مجموعه فضای سفید باشد، آنگاه ( B ) متمم ( A ) است.
کاربردهای متمم مجموعه
مفهوم متمم مجموعه در بسیاری از شاخه‌های ریاضی و علوم کامپیوتر کاربرد دارد. به‌ویژه در مباحث احتمال، جبر مجموعه‌ها و همچنین در تحلیل الگوریتم‌ها، استفاده از متمم مجموعه‌ها به‌صورت گسترده‌ای دیده می‌شود. به عنوان مثال، در محاسبه احتمال وقوع یک رویداد، احتمال متمم آن رویداد به صورت ( P(A^{c}) = 1 - P(A) ) تعریف می‌شود که این اصل در بسیاری از مسائل احتمال‌محور کاربرد دارد.

## ارجاعات
1. ↑  "Complement and Set Difference". web.mnstate.edu. Retrieved 2020-09-04.
2. ↑  "Complement (set) Definition (Illustrated Mathematics Dictionary)". www.mathsisfun.com. Retrieved 2020-09-04.

- مشارکت‌کنندگان ویکی‌پدیا. «Complement (Set Theory)». در دانشنامهٔ ویکی‌پدیای انگلیسی، بازبینی‌شده در ۲۹ مهٔ ۲۰۲۱.